# Pelecopsis physeter
Pelecopsis physeter är en spindelart som först beskrevs av Fage 1936.  Pelecopsis physeter ingår i släktet Pelecopsis och familjen täckvävarspindlar. Inga underarter finns listade i Catalogue of Life.